# Bartholdi Park
Bartholdi Park är en park som är en del av United States Botanic Garden, som i sin tur ligger i området för United States Capitol Complex i Washington, D.C. i USA. Parken sköts och drivs av den federala myndigheten Architect of the Capitol sedan 1932. Den är namngiven sedan 1985 efter den franske skulptören Auguste Bartholdi, som var den som designade Frihetsgudinnan.